# Jack Halpern
Jack Halpern ( 春 遍 雀 來 , ハ ル ペ ン ・ ジ ャ ッ ク ) é um lexicógrafo israelense que mora no Japão  especializado em caracteres chineses ou kanji .  Ele é mais conhecido como editor-chefe do Kodansha Kanji Learner's Dictionary  e como o inventor do sistema SKIP para pesquisas em kanji.  Halpern também é um monociclista ativo, tendo servido como fundador e presidente da Federação Internacional  de Uniclismo.  Ele atualmente reside em Saitama , no Japão.

## Vida pessoal
Jack Halpern nasceu na Alemanha em 1946.  Ao longo de seus primeiros anos, ele passou por seis países diferentes, incluindo França, Brasil e Estados Unidos, adquirindo vários idiomas locais.  Depois de estudar astronomia na universidade, ele iniciou um negócio oferecendo serviços de tradução técnica.  Em 1968, enquanto viajava, Halpern conheceu um cidadão japonês que o apresentou ao kanji, iniciando seu interesse por caracteres chineses.  Ele se mudou para o Japão com sua família em 1973, onde continua morando com a esposa e dois filhos.   Lá, ele fundou o Japan Yiddish Club(Clube Japonês de Iídiche), atualmente a única organização de ensino de ídiche no Japão.  Através do clube, ele continua a ensinar lições de iídiche no Centro da Comunidade Judaica em Shibuya , Tóquio .
No Japão, Halpern é bem conhecido por suas aparições públicas.  Além de ter publicado colunas regulares em revistas e periódicos japoneses e ter aparecido em inúmeros programas de entretenimento, Halpern deu centenas de palestras públicas sobre lexicografia, aprendizagem de línguas e outros tópicos relacionados a idiomas e cultura.  Ele era um membro da Universidade Feminina de Showa.
Halpern toca a quena , uma flauta andina tradicional.  Ele toca com o Grupo Tortuguita, desde 2002, no Japão.
Halpern é um poliglota notável com capacidade de falar em onze idiomas: inglês, japonês, hebraico, iídiche, português, espanhol, alemão, chinês, esperanto, árabe e vietnamita.  Sua capacidade de leitura se estende ao ladino, papiamento e aramaico .

## O Instituto do Dicionário CJK
Halpern é CEO do Instituto do Dicionário CJK (CJK Dictionary Institute - CJKI), especializado em compilação de dicionários para chinês , japonês , coreano , árabe e outros idiomas.  Junto ao CJKI, Halpern publicou várias ferramentas lexicográficas para aprendizes de idiomas, incluindo o dicionário Kodansha Kanji Learner's Dictionary e o New Japanese-English Character Dictionary. O CJKI também produziu um grande número de dicionários técnicos cobrindo tópicos como engenharia mecânica, economia e medicina.  Além da compilação de dicionários, o CJKI mantém e licencia bancos de dados lexicais de grande escala, cobrindo um total de aproximadamente 24 milhões de dados em japonês, chinês, coreano e árabe.

## Uniciclismo
Halpern é um ávido monociclista.  Além de ser um ex-recordista do Guinness da corrida mais rápida de 100 milhas em um monociclo, ele desempenhou um papel importante na disseminação do monociclo como esporte no Japão, Estados Unidos, Canadá, China e outros países.  Em 1978, ele introduziu o monociclo no Japão fundando o Clube de Monociclo do Japão (Japan Unicycle Club - JUC), do qual ele foi o primeiro presidente.  Posteriormente, ele atuou como diretor executivo do sucessor do clube, a Associação de Monociclismo do Japão (Japan Unicycling Association - JUA), até 2012.  Seu livro, qualquer um pode andar de monociclo (誰でも乗れる一輪車の本), creditado como o primeiro livro em língua japonesa para explicar como montar o monociclo, ainda é incluído com compras de certos modelos de monociclo no Japão.  Em 1980, Halpern fundou a Federação Internacional de Monociclismo, servindo como seu primeiro presidente eleito.  De 1984 a 2001, Halpern serviu continuamente como presidente e depois vice-presidente da federação, ajudando a popularizar o monociclismo competitivo em todo o mundo.  Como parte desse esforço, ele ajudou a organizar as primeiras dez conferências da UNICON de 1984 a 2000.  Em 1993, a Halpern introduziu o monociclismo competitivo na China , organizando a primeira Maratona de Monociclo da Grande Muralha.

## Principais publicações
Jack Halpern é o autor de dezenas de livros e artigos. Abaixo está uma lista de publicações selecionadas:
- Halpern, Jack (1978). 不思議な日本語、不思議な日本人 Fushigi na Nihongo, Fushigi na Nihonjin ‘The Inscrutable Japanese and Their Inscrutable Language’. [S.l.: s.n.]
- «Linguistic Analysis of the Function of Kanji in Modern Japanese»
- «Kenkyusha's New Japanese-English Character Dictionary». Calico Journal
- Halpern, Jack (1987). 漢字の再発見 Kanji no Saihakken ‘Rediscovering Chinese Characters’. [S.l.: s.n.]
- Halpern, Jack (1990). 新漢英辞典 New Japanese-English Character Dictionary (Sixth Printing). [S.l.: s.n.]
- «New Japanese-English Character Dictionary: A Semantic Approach to Kanji Lexicography». Euralex '90 Proceedings
- «Building a Comprehensive Chinese Character Database». Euralex '94 Proceedings
- «Building a Comprehensive Database for the Compilation of Integrated Kanji Dictionaries and Tools»
- «The Pitfalls and Complexities of Chinese to Chinese Conversion»
- «Building a Comprehensive Database for the Compilation of Integrated Kanji Dictionaries and Tools»
- «The Challenges of Intelligent Japanese Searching»
- Halpern, Jack (2002). The Kodansha Kanji Learner's Dictionary. [S.l.: s.n.]
- «Lexicon-based Orthographic Disambiguation in CJK Intelligent Information Retrieval»
- «The Contribution of Lexical Resources to Natural Language Processing of CJK Languages». Lecture Notes in Computer Science. 4274
- «The Challenges and Pitfalls of Arabic Romanization and Arabization»
- «Lexicon-Driven Approach to the Recognition of Arabic Named Entities»
- «Pedagogical Lexicography Applied to Chinese and Japanese Learner's Dictionaries»